# دانيال مارينز
دانيال مارينز هو لاعب كرة قدم برازيلي في مركز الهجوم، ولد في 14 مارس 1988 في ريو دي جانيرو في البرازيل. لعب مع نادي فيغورينسي.